# 狭叶青藤
狭叶青藤（学名：[Illigera rhodantha var. angustifoliolata] 错误：{{Lang}}：文本有斜体标记（帮助））为莲叶桐科青藤属下的一个变种。